# Prorettore
Il Prorettore è un organo di governo dell'università italiana le cui funzioni sono stabilite nello Statuto dei singoli Atenei.
I Prorettori sono, di norma, o elettivi o nominati dai Rettori tra i docenti dell'Università e rispondono soltanto a lui; ad essi il Rettore può delegare diverse funzioni per essere coadiuvato in determinati ambiti di governo; partecipano alle riunioni degli organi di governo senza diritto di voto.